# Chitonodytes longisetosus
Chitonodytes longisetosus är en djurart som tillhör fylumet bukhårsdjur, och som först beskrevs av Ilya Ilyich Mechnikov 1865.  Chitonodytes longisetosus ingår i släktet Chitonodytes och familjen Chaetonotidae. Inga underarter finns listade i Catalogue of Life.